# ヌードシーン

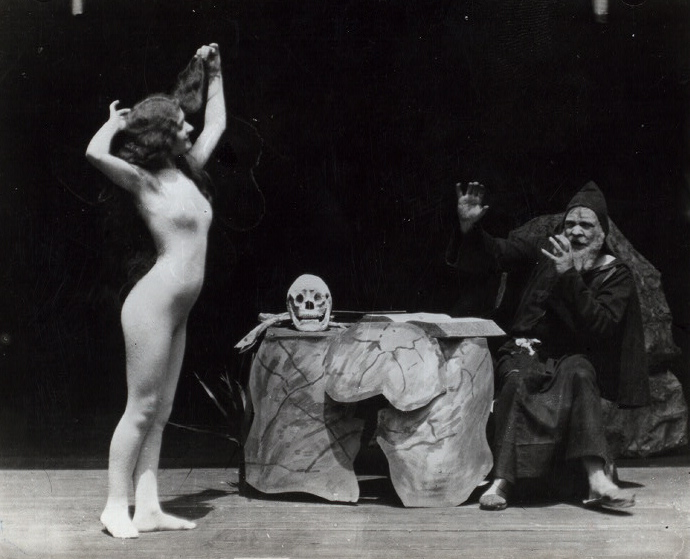
ボディタイツによる擬似ヌードシーン（1900年）

ヌードシーン（英語：nude scene）は、人物が全裸（ヌード）、もしくは半裸で映るシーンのこと。ヌードシーンのうち、性行為の描写を伴うものは濡れ場（ぬれば）と呼ばれる。

## 歴史
サイレント映画時代

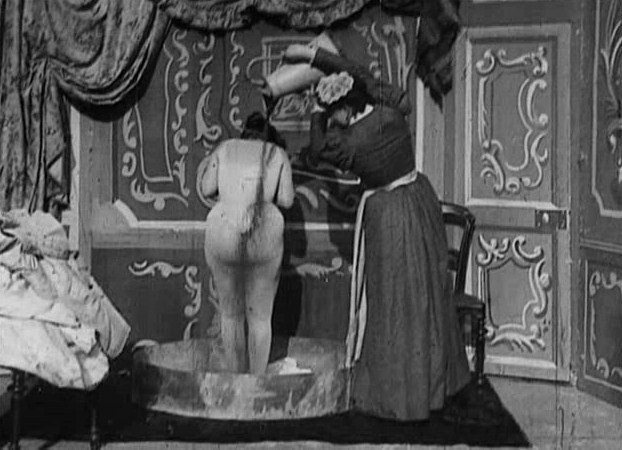
1897年のAfter the Ballでは、擬似ヌードシーンが登場する

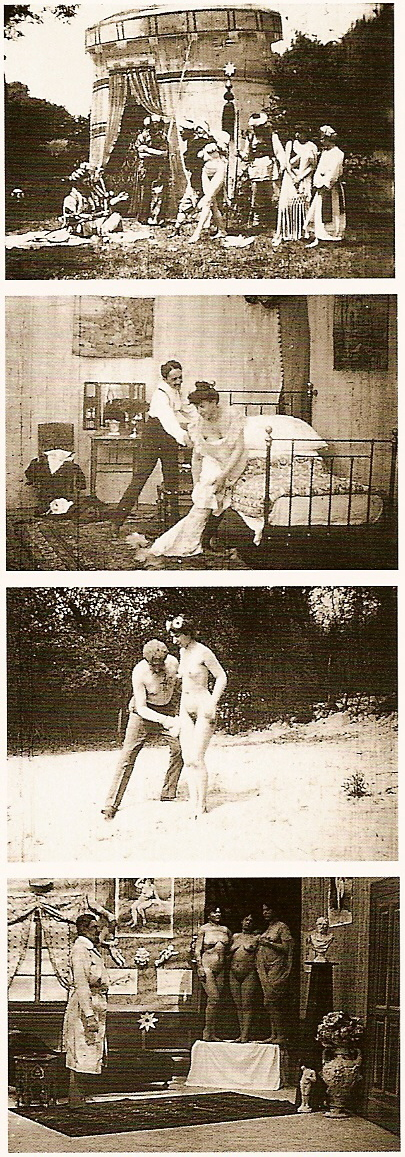
カメラマン、ヨハン・シュウォーツァーと彼のサターン・フィルム・カンパニーによる1906年頃のオーストリアのエロティック映画『Am Sklavenmarkt』

初期の映画から、エロティック（お色気）シーンをストーリーに持ち込む試みがなされているが、当初は完全なヌードになるわけではなく、下着や肉襦袢（ボディタイツ）になるまでであった。1896年11月に上映されたフランスの『Le Coucher de la Mariée 』は最初期の例である。他にも、1897年の『Après le bal』など、フランスではいくつかの擬似ストリップを扱ったエロティック映画が制作された。1906年にはオーストリアのSaturn-Filmが女性のフルヌードシーンがあからさまに含まれるエロティック映画『Am Sklavenmarkt 』を制作し、1911年に規制によって閉業するまで同様のエロティック映画を計52本制作している。
1910年前後には、すでにあからさまな性行為（セックス、フェラチオ、クンニリングスなど）を行うポルノ映画が登場しているが、これらは非合法であったため、地下で私的に流通しているのみであった。

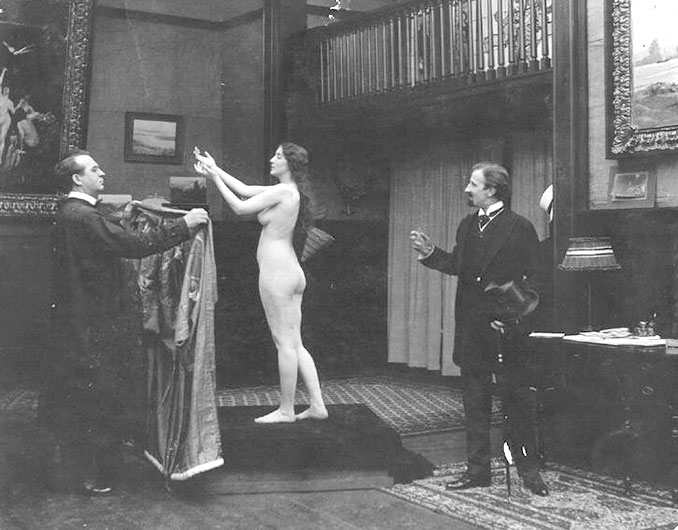
Inspiration (1915) における、アメリカ映画で最初のヌードシーン（オードリー・マンソン）

1910年以降には、すでにヌードシーンを含む映画は多く存在した。しかし、この時期の映画は現存しないものも多いため、最古・最初の判定は、現在確認できる範囲でと言う意味である。1911年のイタリア映画『Dante's Inferno』ではダンテの神曲をモチーフに男女のヌードシーンが登場する。これは、男性のフルヌードが登場する最初の非ポルノ映画である。この映画のアメリカ版も1924年に公開され、こちらもフルヌードを含んでいる。1915年のアメリカ映画『Inspiration』は、主演女優のフルヌードが含まれる最初のアメリカ映画である。1916年の『Purity』や『神の娘』も主演女優のヌードシーンがある。1918年の『ターザン（Tarzan of the Apes）』は、子供の俳優のヌードシーンがある最初の映画である。歴史物映画のThe Hypocrites（1915年）、『シーザーの御代』Cleopatra（1917年）、『ふるさと』Back to God's Country（1919年）、『シバの女王』The Queen of Sheba（1921年）、嵐の孤児（1921年）にもヌードシーンが登場する。
1927年の『Is Your Daughter Safe?』は最初のエクスプロイテーション映画とされる。教育用ドキュメンタリーを謳いつつ、少女が売春婦になる危険や性病、性的奴隷などのテーマを明らかに映画の注目度を集める目的で作成されている。他にも明らかにヌードを映画の客寄せに使うようなショート映画もこの頃にいくつも制作された。多くは失われたと考えられるが、『Forbidden Daughters』(1927)、『Hollywood Script Girl』（1928年）、『Uncle Si and the Sirens』（1928年）などが知られている。1927年の『Hula』は冒頭にヌードの水浴シーンから始まる。
1920年代のフランスではジョセフィン・ベーカーがトップレスでダンスをする映画が多数作成された。1922年のスウェーデン・デンマーク合作映画『Häxan』には、ヌードの他に拷問や性的倒錯行為のシーンが含まれる。1929年のロシア映画『これがロシヤだ』では、ナチュラリズムのコンセプトで、ヌードや出産のシーンが含まれている。
トーキー時代
『西部戦線異状なし』（1930年）、『暴君ネロ』（1932年）、『恐怖の四人』Four Frightened People（1934年）、『クレオパトラ』（1934年）、『恋のページェント』（1934年）、『南海の劫火』（1932年）、『類猿人ターザン』（1932年）でもヌードシーンが登場する。『ダンテの地獄篇』Dante's Inferno（1935年）では、地獄のシーンで全裸の男女が登場する。
1931年のギリシア映画Daphnis and Chloeでもヌードがある。
1933年には性の解放をテーマにしたチェコ映画『春の調べ』で女優ヘディ・ラマーが全裸で泳ぐシーンの他に擬似性交シーンがあり、非常に大きな波紋を呼んだ。これは、ポルノ映画以外で性描写がヌードよりも過激化した象徴であり、ヘイズ・コードの施行に大きな影響を及ぼした。
1938年のナチスドイツのプロパガンダ映画『オリンピア』ではゲルマン民族の肉体美をアピールするために男女のヌードが登場する。
ヘイズ・コード時代
映画におけるヌードシーンは、長期間にわたって論争の的となっていた。これらに対する非難に対し、アメリカ合衆国ではヘイズ・コードと呼ばれる自主規制基準が1930年に制定され、1934年に施行された。廃止されたのは1968年だった。このため、1930年代初頭から1960年代終盤までの間はヌード描写が原則禁止された。
この規制は、『ならず者』（1943年）や『フランス航路』The French Line（1953年）の女優の胸の谷間シーンにも検閲を行い、胸の谷間が強調されているシーンはカットされるほど厳しかった。
こうした風潮の中でも、民俗学的事実を装い部族役を裸体で演じる映画がいくつか作られた。Ingagi (1930), Forbidden Adventure in Angkor (1937), The Sea Fiend (1935), Devil Monster (1946)。他にもドキュメンタリー・フィクションと呼ばれたこのジャンルでは、他にもMoana (1926), Trader Horn, The Blonde Captive, Tabu: A Story of the South Seas (all 1931), Goona Goona aka Kriss, Isle of Paradise, Virgins of Bali, Bird of Paradise (all 1932), Gow aka Gow the Killer (1934, re-released as Cannibal Island in 1956), Inyaah, Jungle Goddess (1934), Legong: Dance of the Virgins (1935), Love Life of a Gorilla (1937), Mau-Mau (1955), Naked Africa (1957)などがある。
独立系の映画製作者は、このコードに従わずに、低予算の低級お色気映画を作って小映画館やロードショー形式で興行していた。Maniac (1934), Sex Madness (1937), 『マリファナ』 (1936) 、Child Bride (1938) などにはヌードシーンが登場する。
1930年代には、ヌーディストたちを取材した映画This Nude World (1933), Elysia, Valley of the Nude (1933), Why Nudism? (1933), Nudist Land (1937), and The Unashamed (1938) などが制作された。これら、ヌーディズムに関する半ドキュメンタリー形式でヌーディストの裸体を扱う映画は1950年代初頭にリバイバルした。
1943年のイギリスのショート映画『Action in Slow Motion』では、浜辺で戯れるヌードの女性をスローモーションで映すという実験的なものだった。
1960年頃から、規制下においてもお色気を売り込んでいくセクスプロイテーション映画が隆盛する。ヌード・キューティと呼ばれる女優のお約束ヌードや、さらにラフなシーンをこなすラフィーという女優たちが演じた。初期の作品は、ラス・メイヤー監督『インモラル・ミスター・ティーズ』(1959), Revenge of the Virgins (1959), Nude on the Moon (1961), The Adventures of Lucky Pierre (1961), Scum of the Earth! (1963), The Orgy at Lil's Place (1963), 肉体の罠 (1964) などがある。
独立系の低予算お色気映画ではなく、大手の映画でスター女優のヌードを取り入れたものもこの時期に現れ始める。1961年の『荒馬と女』（マリリン・モンロー演、公開版ではヌードシーンは使用されなかった）、1962年の『女房は生きていた』（マリリン・モンロー演、公開版ではヌードシーンは使用されなかった）、1963年のPromises! Promises!（ジェーン・マンスフィールド演）などである。1965年にはイギリス映画『ダーリン』で女優ジュリー・クリスティがヌードに挑戦した。
1960年の『血を吸うカメラ』は、戦後のイギリスの一般映画で初めてヌードシーン（胸チラ）が登場する映画であると言われている。
日本映画では、ピンク映画のような低予算お色気映画が60年代には登場した他、いくつかの一般映画でヌードが現れ始めた（#邦画参照）。
ヘイズ・コード撤廃、ポルノ解禁以降
1968年にアメリカでヘイズコードが廃止されるとともに、自主規制が現在のようなレイティング方式に移行すると、一部の映画がヌードシーンを売り物にする傾向も出てきた。正面からの全裸描写（full frontal nudity）も見られる。ヌードシーンはヨーロッパ映画、アメリカ映画においての開放の度合いが目覚ましく、ヌードシーン（性的ではあるが、ポルノではないもの）に対する観客の理解・許容度も進んでいる。1969年のデンマークを皮切りにポルノ映画が解禁されると、映画内で性交シーン（擬似または本番）を扱うことも許されるようになった。
日本でも、かつては有名女優の替わりに無名の女優がヌードの吹き替えを担当することがあったが、70年代以降には関根恵子、原田美枝子、樋口可南子らが自らヌードシーンを演じたように、意識が変わっていった。
欧米を中心としてテレビシリーズにおけるヌードシーンが増えた時期もあった。（例として、HBOの『ゲーム・オブ・スローンズ』が挙げられる。）
現代の映画・TVドラマではハーヴェイ・ワインスタインによる長期におよぶ性加害事件からの一連の運動から、ヌードシーンの撮影はインティマシー・コーディネーターの必要性が求められるようになった。
。

## 作品リスト
ヌードシーンに関して公開時に話題となった作品と、論争を巻き起こした歴史的に非常に重要な作品のリストである。

### 洋画
- Inspiration（1915年、George Platt監督、女優：オードリー・マンソン） - ヌードシーンを含む最初のアメリカ映画
- 春の調べ[5]（1933年、グスタフ・マハティ監督）- 擬似性交シーンを含む最初の一般映画[注 1]
- Promises! Promises!（1963年、King Donovan監督）
- 欲望（1966年、ミケランジェロ・アントニオーニ監督）
- 私は好奇心の強い女 (イエロー篇)（1967年、ヴィルゴット・シェーマン（英語版）監督）
- ロミオとジュリエット（1968年、フランコ・ゼフィレッリ監督）
- 女性上位時代（1968年、カトリーヌ・スパーク主演）
- 肉体の悪魔（1968年、ケン・ラッセル監督、イギリス）
- 恋する女たち（1969年、ケン・ラッセル監督）
- フレンズ〜ポールとミシェル（1970年、アニセー・アルビナ主演）
- ふたりだけの恋の島（1971年、オルネラ・ムーティ主演、イタリア）
- ラストタンゴ・イン・パリ（1972年、ベルナルド・ベルトルッチ監督）
- 青い体験（1973年、サルバトーレ・サンペリ監督、イタリア）
- 愛の嵐（1974年、リリアーナ・カヴァーニ監督、イタリア）
- 「エマニエル夫人」シリーズ（1974年 - 1977年、ジュスト・ジャカン監督、フランス）
- ソドムの市（1975年、ピエル・パオロ・パゾリーニ監督、イタリア）
- O嬢の物語（1975年、ジュスト・ジャカン監督、フランス）
- カリギュラ（1980年、ティント・ブラス監督、伊・米）
- チャタレイ夫人の恋人（1981年、ジュスト・ジャカン監督、フランス）
- ラ・ピラート（1984年、ジャック・ドワイヨン監督）
- スペースバンパイア（1985年、トビー・フーパー監督、イギリス）
- ZOO（1985年、ピーター・グリーナウェイ監督、イギリス）
- ベティ・ブルー（1986年、ジャン＝ジャック・ベネックス監督、女優：ベアトリス・ダル）
- 存在の耐えられない軽さ（1987年、フィリップ・カウフマン監督、女優：レナ・オリンほか）
- 真夜中の恋愛論（1990年、ミシェル・ドヴィル監督、女優；マリー・トランティニアン）
- 美しき諍い女（1991年、ジャック・リヴェット監督・脚本、フランス）
- 氷の微笑（1992年、ポール・バーホーベン監督、アメリカ）
- ピアノ・レッスン（1993年、ジェーン・カンピオン監督、フランス/ニュージーランド/オーストラリア）
- プレタポルテ（1994年、ロバート・アルトマン監督、アメリカ）
- スピーシーズ 種の起源（1995年、ロジャー・ドナルドソン監督、アメリカ）
- 愛の誕生（1997年、フィリップ・ガレル監督）
- アイズ・ワイド・シャット（1999年、スタンリー・キューブリック監督、アメリカ/イギリス）
- ベーゼ・モア（2000年、ヴィルジニー・デパント監督、フランス）
- ロマンスX（2001年、女優：キャロリーヌ・デュセイ、フランス）
- インティマシー/親密（2001年、女優：ケリー・フォックス）
- ドリーマーズ（2004年、ベルナルド・ベルトルッチ監督、女優：エヴァ・グリーン、英、仏、伊）
- 9songs（2004年、マイケル・ウィンターボトム監督、イギリス）
- クリムト（2006年、ジョン・マルコヴィッチ主演）
- グラディーヴァ〜マラケシュの裸婦（2006年、アラン・ロブ＝グリエ監督）
- ショートバス（2007年、ジョン・キャメロン・ミッチェル監督、アメリカ）
- ラスト・コーション（2007年、アン・リー監督、女優：タン・ウェイ、米・中・台・香）
- アンチクライスト（2010年、ラース・フォン・トリアー監督、女優：シャルロット・ゲンズブール）

### 邦画
- 肉体の門 (1964年の映画)（1964年）殺しの烙印（1967年、鈴木清順監督）
- 壁の中の秘事（1965年、若松孝二監督）
- 黒い雪[注 2]（1965年、武智鉄二監督）
- 愛のコリーダ[注 3]（1976年、大島渚監督、女優：松田英子、プロデューサー・若松孝二。フランス）
- 聖母観音大菩薩（1977年、若松孝二監督、女優：松田英子、日本）
- 上海異人娼館 チャイナ・ドール（1981年、寺山修司監督、女優：イザベル・イリエ）

日本映画において初めて全裸になったのは、1956年の『女真珠王の復讐』における女優の前田通子であるとされる。ただし該当シーンは女優の背後からの撮影であるため、現代の基準と比較すると、非常にソフトな描写であった。また月丘夢路も1957年の『白夜の妖女』でヌードになっているが、劇場公開の際に画面の大多数にぼかしがかかって観客が判別不能だった。正面からのヌードも前田通子がヌード第1号とされている。
1950年代には、海女にフェティシズムを見出す映画が多数作られた。上述の『女真珠王の復讐』もその一つで、『海人舟より 禁男の砂』（1957年）では、濡れた服の下に乳首が透けている女優の泉京子のポスターが作られ、街中には大看板が建てられた。『赤いパンツ』も同様に、シャツの下に透けた乳首を売りにしている。
1960年代からは若松孝二の革命的ピンク映画が、新しい映画の表現様式を提示してきた。日活は、1971年からロマン・ポルノ路線を歩んだ。さらに1976年の大島渚監督・松田英子主演の『愛のコリーダ』が製作された。1970年代から1980年代前半にかけては日本映画は斜陽産業の状況を続けた。観客動員のため、樋口可南子、早乙女愛ら若手女優がヌードで出演した。
ヘアヌードが事実上の解禁状態となった1990年代以降では、1994年の『愛の新世界』における鈴木砂羽と片岡礼子のヘアヌードが、日本映画における初のヘアヌードである。しかし以後はしだいにスポンサー企業、テレビ局、芸能プロなどが女優に対して、ヌードにならないことを望む傾向も顕著になり、テレビドラマでの女優のヌードシーンは減っている。